# Шепотът на сърцето
„Шепотът на сърцето“ (на японски: 耳をすませば) е японски аниме тийнейджърски филм от 1995 година на режисьора Йошифуми Кондо от „Студио Гибли“. Сценарият е написан от Хаяо Миядзаки по комикс поредицата на Аои Хиираги.
В центъра на сюжета е момиче със страст към литературата, което се сближава със свой съученик и, вдъхновено от желанието му да отиде в Кремона, за да учи лютиерство, написва въображаемата история на статуетка на котка, която вижда в антикварния магазин на дядото на момчето.

## Персонажи
- Шизуку Цукишима
- Сейджи Амасава
- Асако Цукишима
- Сейя Цукишима
- Барон, котка
- Широ Ниши
- Юко Харада

## Интересни факти
- Филмът съдържа препратки към други аниме: „Моят съсед Тоторо“, „Доставките на Кики“, „Порко Росо“ и „Завръщането на котката“
- Персонажа Барон разкрива по-подробно в аниме „Завръщането на котката“ (2002)